# Посёлок Иванино (городское поселение)
Городское поселение посёлок Ива́нино — муниципальное образование в Курчатовском районе Курской области Российской Федерации.
Административный центр — рабочий посёлок Иванино.

## География
Границы установлены Законом Курской области от 29 декабря 2004 года № 71-ЗКО «О границах муниципальных образований
„Посёлок Иванино“ И „Дружненский сельсовет“
Курчатовского района Курской области». В границы городского поселения входит селебитная зона посёлка городского типа Иванино,  полосы отвода автомобильных и железнодорожных дорог, земель, примыкающих к промзоне Курской АЭС.
По состоянию на 1 октября 2004 года муниципальное образование (МО) «Посёлок Иванино» с северной, южной и западной сторон граничит с МО «Дружненский сельсовет», с восточной стороны — с МО «Город Курчатов».
Административная граница с МО «город Курчатов» идёт в восточном направлении по южной границе ООО «Курскатомэнергомонтаж» до асфальтированной дороги, проходит вдоль дороги в южном направлении до пересечения с автодорогой Курск — Льгов — Рыльск — граница Украины, затем в восточном направлении — по северной границе полосы отвода автомобильной дороги до полосы отвода подъездного пути к станции «Промышленная», в юго-западном направлении по западной границе полосы отвода подъездного пути до железной дороги Курск — Льгов, далее в юго-западном направлении вдоль северной границы полосы отвода железной дороги, пересекает её в створе с западной границей коммунально-складской зоны Курской АЭС и по западной границе коммунально-складской зоны с учётом отвода земель под котельную.
Административная граница с МО «Дружненский сельсовет» идёт в юго-западном направлении по пастбищам до ручья, по ручью к южной границе земель ОАО ППФ «Первомайская», обходит птицефабрику по южной границе и пахотные земли птицефабрики по восточной границе, по юго-восточной, южной границе кладбища пос. Иванино, по асфальтированной дороге в юго-западном направлении до автодороги Селиховы Дворы — Иванино, пересекает её, затем по южной стороне полосы отвода автодороги до станции по борьбе с болезнями животных, по восточной границе станции в юго-западном направлении, юго-восточной, юго-западной границе Иванинской больницы до асфальтированной дороги и, не пересекая дорогу, тянется вдоль неё до производственного центра колхоза «1-е Мая», по северной, западной границе производственного центра до ур. Корсакова Роща (ГЛФ), по границе урочища, и, не доходя 1 м до реки Реут, меняет направление на северное, вдоль реки доходит до дороги в районе летнего лагеря колхоза «1-е Мая» и по дороге в восточном направлении подходит к болоту, пересекает его, далее вдоль болота снова подходит к дороге, затем по грунтовой дороге до асфальтированной дороги, идёт вдоль автодороги, пересекает её в створе с западной границей учреждения ОХ-30/10, по западной, северной границе учреждения до пахотных земель птицефабрики, затем по границе пахотных земель птицефабрики до очистных сооружений ливневых вод промплощадки 3-й очереди Курской АЭС, по западной, южной границе очистных сооружений до автодороги Иванино — Николаевка, далее идёт по западной границе полосы отвода автодороги, пересекает её в створе с южной границей ЗАО «Энерготекс», затем по южной границе ЗАО «Энерготекс».

## История
Статус городского поселения установлен Законом Курской области от 21 октября 2004 года № 48-ЗКО «О муниципальных образованиях Курской области».
Ранее утверждён статус муниципального образования, установленного Законом Курской области от от 15 августа 1996 года № 6-ЗКО.

## Население
| 2009  | 2010  | 2011  | 2012  | 2013  | 2014  | 2015  |
| ----- | ----- | ----- | ----- | ----- | ----- | ----- |
| 2169  | ↗2427 | ↘2404 | ↗2452 | ↗2532 | ↗2594 | ↗2620 |
| 2016  | 2017  | 2018  | 2019  | 2020  | 2021  |       |
| ↗2684 | ↗2697 | ↘2647 | ↘2608 | ↘2552 | ↘2268 |       |

## Состав городского поселения
| № | Населённый пункт | Тип населённого пункта                  | Население |
| - | ---------------- | --------------------------------------- | --------- |
| 1 | Иванино          | рабочий посёлок, административный центр | ↘2268     |

## Структура администрации городского поселения
Общая численность муниципальных служащих - 2 человека и выборное лицо – глава посёлка Иванино. Глава посёлка – вышестоящий, подчиняются ему заместитель главы поселка Иванино, а также специалисты. Заместителю главы  подчиняются специалисты. Отдел жилищных и земельных вопросов состоит из 1 человека – главного специалиста-эксперта.